# Dorohiv, Halîci
Dorohiv (în ucraineană Дорогів) este localitatea de reședință a comunei Dorohiv din raionul Halîci, regiunea Ivano-Frankivsk, Ucraina.

## Demografie
Componența lingvistică a localității Dorohiv
     Ucraineană (99,73%)
     Alte limbi (0,28%)
Conform recensământului din 2001, majoritatea populației localității Dorohiv era vorbitoare de ucraineană (99,73%), existând în minoritate și vorbitori de alte limbi.